# Teratopomyia cyanea
Teratopomyia cyanea là một loài ruồi trong họ Asilidae. Teratopomyia cyanea được Fabricius miêu tả năm 1781.